# Cladonia cyanescens
Cladonia cyanescens är en lavart som beskrevs av Ahti. Cladonia cyanescens ingår i släktet Cladonia och familjen Cladoniaceae.   Inga underarter finns listade i Catalogue of Life.